# Geschichte AMDs
Die Geschichte AMDs handelt von der Unternehmensgeschichte des amerikanischen Chipherstellers Advanced Micro Devices (AMD) sowie der Geschichte seiner Produkte.

## Unternehmensgeschichte

### Gründungsjahr
AMD wurde am 1. Mai 1969 (im Geschäft seit dem 20. Juni 1969) durch Jerry Sanders III und Edwin Turney unter dem Namen „Sanders Association“ gegründet und ist im US-Bundesstaat Delaware registriert.
Die achtköpfige Gründungsmannschaft bestand aus Jerry Sanders III, Ed Turney, John Carey, Sven Simonsen, Jack Gifford, Frank Botte, Jim Giles, und Larry Stenger. Jerry Sanders hatte vorher als Marketing- und Vertriebschef bei Fairchild Semiconductor gearbeitet, wo ihm jedoch gekündigt wurde, wie auch seinem Nachfolger Ed Turney. Sanders hatte ursprünglich vorgehabt, sich der Schauspielerei zu widmen, was wegen Gesichtsverletzungen bei einer Schlägerei aber nicht mehr möglich war. Daher beabsichtigte Sanders, ein Elektronikunternehmen zu gründen, um Schaltkreise herzustellen. Dazu rief er seinen Freund Ed Turney an und fragte, ob sie ein Unternehmen gründen wollten. Ed Turney dachte immer noch, Sanders wolle ins Showgeschäft, und war überrascht, dass Sanders statt Schallplatten Schaltkreise herstellen wollte.
Um das Vorhaben zu verwirklichen, benötigten sie 1,5 Mio. US-Dollar Startkapital. Sie versuchten es unter anderem beim Risiko-Kapitalgeber Arthur Rock, der schon Intel mit 2,3 Mio. US-Dollar Startkapital geholfen hatte. Jedoch sagte Rock, dass es zu spät sei (nachdem er den 70 Seiten langen Geschäftsplan gelesen hatte), da es schon zu viele Anbieter auf diesem Sektor gebe, und dass Unternehmen, die von Marketingleuten geführt werden, sehr oft pleitegingen.
Sanders Anwalt Tom Skornia wandte sich daraufhin an Intel-Gründer Robert Noyce. Trotz einiger Unzulänglichkeiten im Geschäftsplan wurde Noyce Gründungsanleger von AMD und setzte damit ein Zeichen für weitere Investoren, und am 20. Juni 1969 war das Geld bereitgestellt.
Ab November 1969 war die Technik so weit, dass man den Produktionsbetrieb von integrierten Schaltkreisen aufnehmen konnte.

### Entwicklung vor 2000
Mit dem Am2501 (BCD Decade/Binary Hexadecimal Up-Down counter) wurde 1970 das erste selbstentwickelte Produkt auf den Markt gebracht.
1973 wurde in Penang in Malaysia das erste Halbleiterwerk außerhalb der Vereinigten Staaten errichtet.
1975 wurde mit der Herstellung des Am9102 die Produktion von Speicherchips aufgenommen.
1979 ging das Unternehmen an die Börse. Im selben Jahr nahm in Austin (Texas) ein weiteres Werk die Produktion auf, und AMD erwarb eine Lizenz von Intel zur Herstellung der Prozessoren vom Typ 8086 und 8088. 1986 wurde dieser Vertrag seitens Intel jedoch wieder gekündigt, was einen Rechtsstreit nach sich zog.
Im Jahr 1987 verschmolz AMD mit der Monolithic Memories, Inc.
1993 wurde ein Joint Venture mit Fujitsu Limited zur Produktion von Flash-Speicher gegründet – die Fujitsu AMD Semiconductor Limited (kurz FASL).
Im Jahr 1996 übernahm AMD den CPU-Hersteller NexGen.
Mit Motorola wurde ab 1998 gemeinsam eine Prozesstechnologie basierend auf Kupfer-Verbindungen entwickelt.
1998 eröffnete AMD in Dresden die Fab30, bis heute eine der modernsten Chipfabriken weltweit. Dort werden ausschließlich Prozessoren produziert, genauer gesagt die Wafer mit vielen Prozessoren darauf. Das Zerlegen der Wafer in einzelne Dies und die Endmontage des Prozessors, das so genannte Packaging, erfolgt jedoch in einem anderen AMD-Werk. Das geschätzte Investitionskapital von 1,9 Milliarden US-Dollar wurde teilweise durch staatliche Förderung aufgebracht.

### Entwicklung ab 2000
2002 übernahm AMD die CPU-Schmiede Alchemy, die mit High-End-Low-Power-Embedded-Prozessoren mit MIPS-Architektur auf sich aufmerksam machte. Das deutsche Unternehmen Mycable gehörte zu den ersten Kunden für diese Prozessoren und entwickelte ein vollintegriertes, sehr kleines CPU-Modul, welches auch seinen Weg in die Hall-of-Fame bei AMD machte. Nachfolger von Jerry Sanders III. wurde Héctor Ruiz.
2003 wurde zur Erweiterung der Embedded-Produktpalette die Geode-Serie (weitestgehend x86-konform) von National Semiconductor übernommen. Die Geode-CPUs basieren auf dem Design des 5x86 von Cyrix. Die Fujitsu AMD Semiconductor Limited (kurz FASL) wird im Mai 2003 in FASL LLC, im Jahr 2004 dann in Spansion umbenannt. AMD und Fujitsu haben ihre gesamte Flash-Produktion an FASL bzw. Spansion übergeben.
Im Mai 2004 fand in Dresden das Richtfest für eine neue Fabrik statt, die Fab 36, in der seit 2005 produziert wird. Dort werden auf 300-mm-Wafern 64-Bit-Prozessoren mit SOI-Technik (Silicon on Insulator) gefertigt.
Am 21. April 2005, drei Tage nach Intel, stellte AMD offiziell seine ersten Zweikern-CPUs der Reihen Opteron und Athlon 64 vor. Ende 2005 wurde Spansion wegen anhaltender Verluste als eigenständige Aktiengesellschaft ausgegliedert. Damit endete die lange Produktion von Flash-Speichern durch AMD.
Die Alchemy-Prozessorsparte wurde am 13. Juni 2006 an die Raza Microelectronics (RMI) übergeben. AMD verkauft diese Prozessoren aber weiterhin unter dem eigenen Namen. Die Entwicklungsabteilung für die Geode-Prozessoren wurde im Juli 2006 geschlossen. Es kamen somit keine weiteren Geode SoCs mehr auf den Markt. Am 13. Juli 2006 gab AMD bekannt, dass erste K8-Prozessoren vom Fertigungspartner und Auftragsfertiger Chartered Semiconductor Manufacturing aus Singapur geliefert wurden. AMD hatte damit seine Fertigungskapazitäten deutlich erhöht.
Am 24. Juli 2006 gab AMD die beabsichtigte Übernahme von ATI Technologies, einem führenden Anbieter von Computergrafik-Chips, bekannt. Die ATI-Aktionäre erhielten im Rahmen der Übernahme rund 4,3 Milliarden US-Dollar in bar sowie 58 Millionen AMD-Aktien, was insgesamt einem Übernahmewert von knapp 5,4 Milliarden US-Dollar entsprach. Finanziert wurde die Übernahme aus AMDs liquiden Mitteln sowie einem Kredit von Morgan Stanley Senior Funding in Höhe von rund 2,5 Milliarden US-Dollar. Die Transaktion wurde am 25. Oktober 2006 abgeschlossen; sie gilt in der Halbleiterbranche aufgrund der besonderen Konstellationen (kaum direkte Konkurrenz dieser Unternehmen, unterschiedliche Forschungsgebiete) als beispiellos. Es wurde davon ausgegangen, dass AMD mit ATI-Produkten ähnliche Marketingkonzepte wie Intel mit Viiv oder Centrino kreieren wollte. Erste signifikante Ergebnisse dieser Übernahme erreichten im Jahr 2011 mit den Produkten unter dem Codenamen AMD Fusion den Markt, die sowohl Hauptprozessor als auch Grafikprozessor in einem Chip zusammenfassen. AMD behielt zunächst den Markennamen ATI für Grafikprozessoren und andere Produkte bei, die Gesellschaft selbst wurde aber komplett integriert. Im Jahr 2011 wurden auch die Grafikprozessoren auf den Markennamen „AMD“ umgestellt.
Am 16. November 2007 gab AMD den Einstieg von Mubadala Investment, einer staatlichen Investitionsgesellschaft des Emirates von Abu Dhabi, bekannt. Demnach investierte Mubadala etwa 622 Millionen US-Dollar und erhielt dafür 49 Millionen Aktien zum Stückpreis von 12,70 US-Dollar pro Aktie, was einen Anteil von 8,1 Prozent an dem amerikanischen Halbleiterkonzern ausmacht.
Im Zuge der verlustbehafteten Jahre verkaufte AMD Ende 2008 an Qualcomm die ultramobilen CPU-GPU-Sparte, die man mit der ATI-Übernahme mit übernommen hatte und in der Zwischenzeit auf den Markennamen AMD Imageon umgestellt hatte.
Am 8. September 2008 erklärte AMD-CEO Dirk Meyer gegenüber dem US-Wirtschaftsmagazin Fortune, dass sich AMD „weg von einem durch Fabs gefesselten hin zu einem weniger auf Fabs konzentrierten Modell entwickeln werde“ (Original: “going to go away from a captive fab model to more of a fabless model”). Damit war die wirtschaftliche Abtrennung der Fertigungsanlagen auf dem Wege. Am 7. Oktober 2008 gab AMD schließlich bekannt, seine Chip-Fabs in eine zusammen mit der Investmentfirma Advanced Technology Investment Company (ATIC) aus Abu Dhabi betriebene Foundry namens The Foundry Company auszugliedern. Im März 2009 wurde der offizielle Name der ausgegründeten Firmensparte bekanntgegeben: Globalfoundries
Im Januar 2011 trat Dirk Meyer von seinen Funktionen bei AMD zurück. Weitere hochrangige Mitarbeiter wie etwa Rick Bergman folgten noch im selben Jahr.
Rory P. Read wurde im August 2011 zum neuen CEO. Erste Umstrukturierungsmaßnahmen wurden im November 2011 angebahnt, weswegen etwa 1400 Mitarbeiter gehen mussten.
Im März 2012 trennte AMD sich von verbliebenen Anteilen an Globalfoundries und verlor damit auch jedes Mitspracherecht im Aufsichtsrat.
Am 23. März 2012 vermeldet AMD den Abschluss der Akquisition des Mikroserverspezialisten „SeaMicro“ für 334 Millionen US-Dollar. Im Juni 2012 gründete AMD mit einigen anderen Partnern wie ARM oder Qualcomm die HSA Foundation. Diese hat den Zweck, die Unterstützung dieser CPU-Architektur durch die Softwareindustrie zu stärken.
Nach einem starken Umsatzrückgang und weiterhin pessimistischen Aussichten auf dem PC-Markt vermeldete AMD im Oktober, dass 15 Prozent der Belegschaft noch im Jahr 2012 entlassen werde und einige Standorte zusammengelegt werden sollten.
Im Dezember 2019 trat AMD als der erste große Hardwarehersteller der Blockchain Game Alliance bei. Dabei handelt es sich um einen Zusammenschluss mehrerer im Blockchainbereich aktiver Unternehmen, die die Anwendungsmöglichkeiten dieser Technologie in der Videospielbranche zu erforschen versucht und öffentlich für den Einsatz blockchainbasierter Inhalte in Videospielen wirbt.
Im Oktober 2020 gab AMD bekannt, den FPGA-Hersteller Xilinx für 35 Mrd. US-Dollar zu übernehmen. Im Februar 2022 schlossen AMD und Xilinx die Übernahme ab. Xilinx wird eine 100-prozentige AMD-Tochter, soll aber weiter unter eigenem Namen agieren. 2015 hatte Intel den FPGA-Hersteller Altera übernommen.
Im August 2024 vereinbarte AMD die Übernahme von ZT Systems für rund 4,9 Milliarden US-Dollar. ZT Systems bietet Design und Herstellung von Serversystemen für „Hyperscaler“ (die größten Technologieunternehmen), insbesondere für  Berechnungen in den Bereichen Künstliche Intelligenz und Cloud Computing an. AMD hat angekündigt, dass es den Geschäftsbereich Herstellung danach wieder verkaufen will und nur das Systemdesign-Geschäft behält.

## Produktgeschichte

### Mikroprozessoren

#### Am2900-Familie

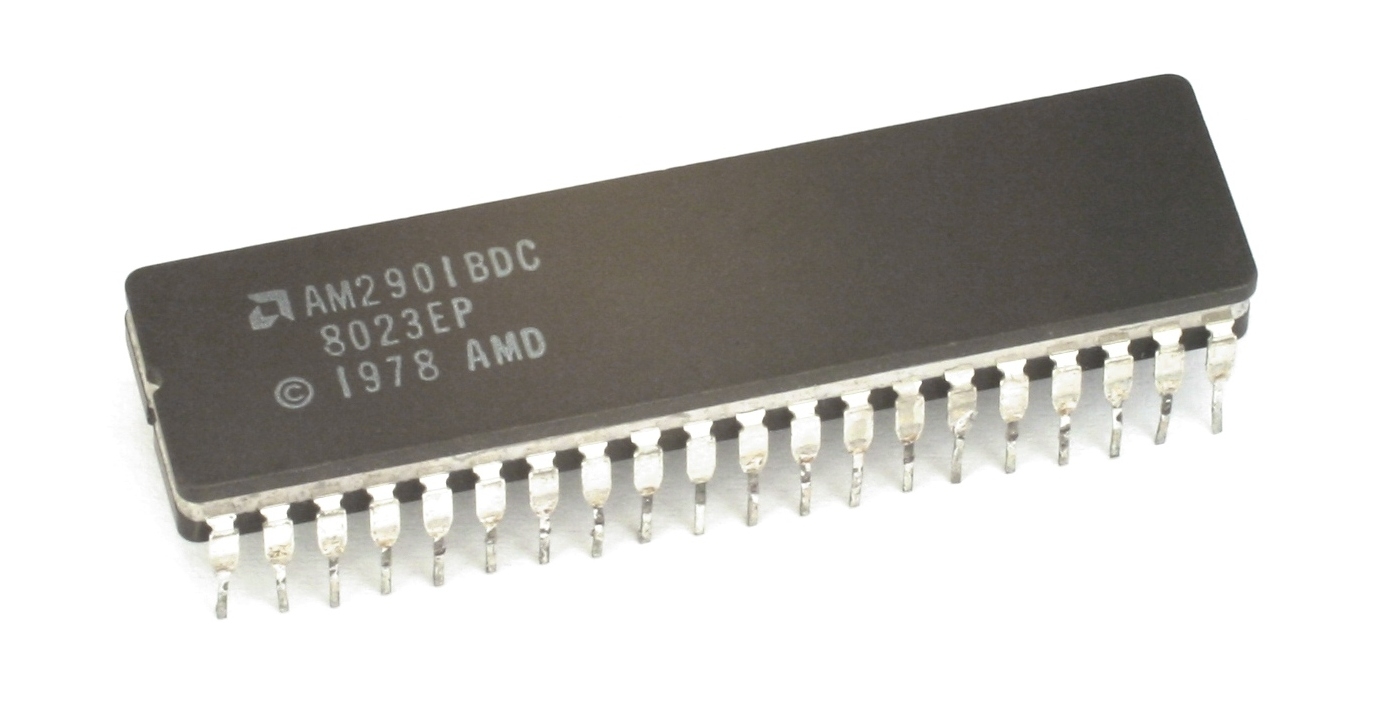
Ein AMD Am2901.

1975 stellte AMD die Am2900-Familie vor; eine Reihe von ICs, mit denen sich leicht nach dem Bit-Slice-Konzept selbst an eigene Bedürfnisse angepasste mikroprogrammierbare Prozessoren entwickeln ließen. Der Am2901 war als vier Bit breite arithmetisch-logische Einheit Kern der Serie. Mit dem Am2902, einem Carry-Look-Ahead-Generator und dem Am2904-Wortrandbaustein konnte man damit Rechenwerke mit einer Breite eines Vielfachen von vier Bit zusammensetzen. Außerdem stellte noch der Am2910 ein Mikroprogrammsteuerwerk bereit. Einer der Hauptabnehmer war die Digital Equipment Corporation, welche mit Am2900-Bauteilen die bekannte PDP-11-CPU implementierte.

#### Am29116
Nahe dem Ende der Bit-Slice-Bausteine stellte AMD einen Hybriden vor: einen bipolaren, mikroprogrammierbaren Hochgeschwindigkeits-Mikroprozessor, den Am29116, entwickelt für den Embedded-Markt. Der Chip enthielt beinahe alles für den Bau einer 16-bit CPU: ALU, die wichtigsten Register, 32 Worte Stack, sowie Einheiten für Multiplikation und Bitmanipulation. Dazu benötigte man lediglich einen Mikroprogrammspeicher (vorgeschlagen wurde das EPROM Am27C517) und – je nach Größe des Mikroprogramms – mindestens einen kaskadierbaren Mikroprogrammsequenzer Am29112.

#### Am29000 (29k) RISC-CPUs

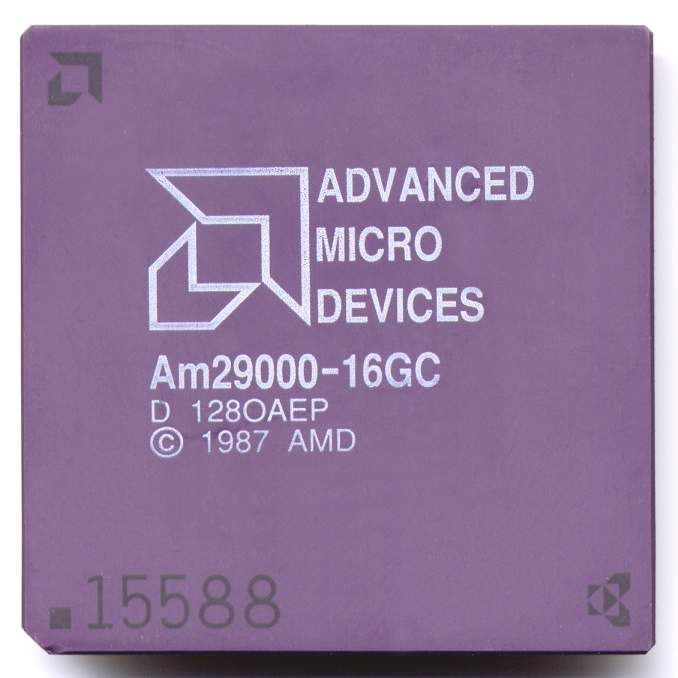
AMD 29000

AMD stellte ab 1987 mit der Am29000-Reihe auch eine Palette von 32-Bit-RISC-Prozessoren (Am29000 und Am29005) mit 192 Registern zur Verfügung, die zunächst für Unix-Workstations entworfen wurden. Später wurden die Am29030 und Am29035 zu beliebten CPUs für eingebettete Systeme mit hohen Leistungsansprüchen und waren in der zweiten Hälfte der 1990er-Jahre noch oft in Laserdruckern anzutreffen.

#### 8080 bis 80486

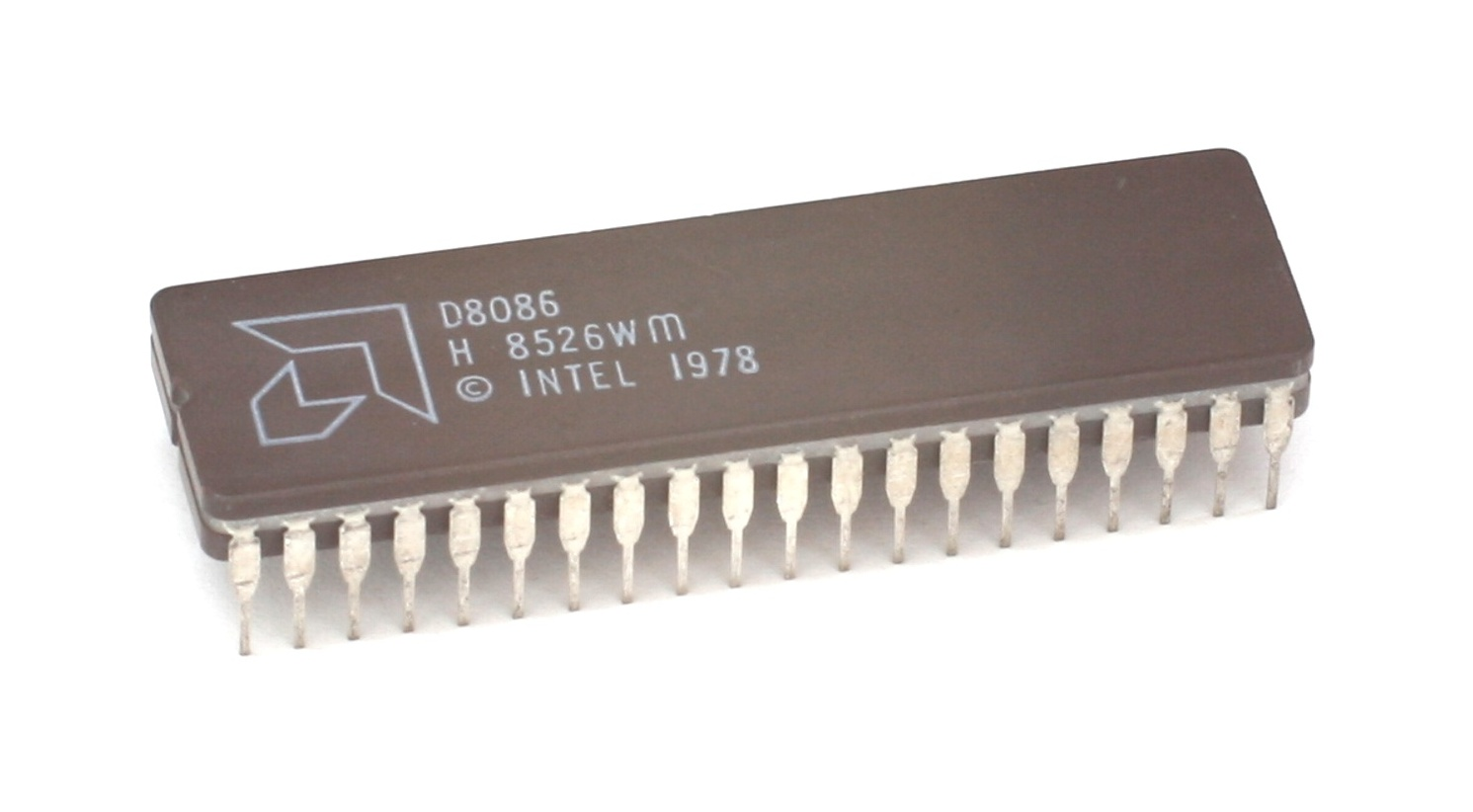
Früher AMD 8086 Prozessor von 1978

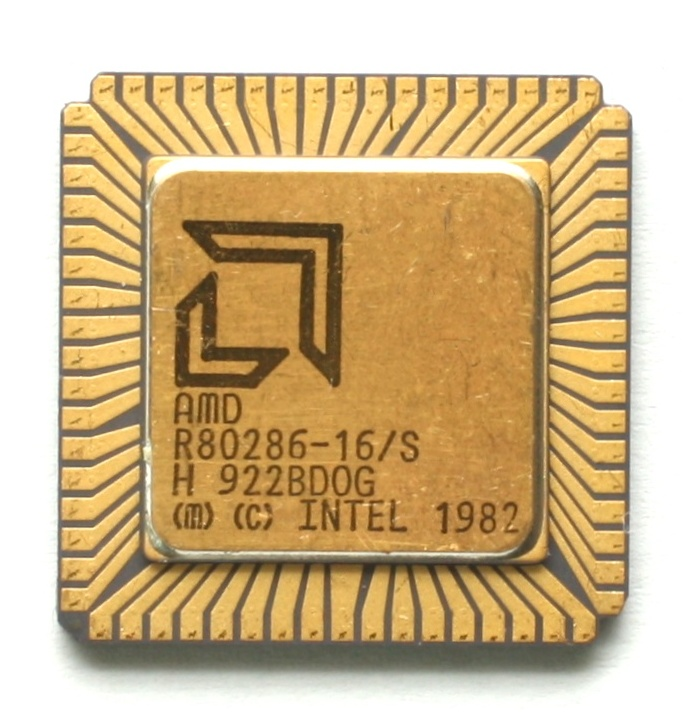
AMD 286 Prozessor mit Intel-Aufdruck; 16 MHz Takt, 134.000 Transistoren, eingeführt 2/82.

1979 erwarb AMD eine Lizenz von Intel zur Herstellung von Intels 8086 und 8088-Prozessoren. Unter diesem Abkommen baute AMD später auch 80286-Prozessoren, die unter der Bezeichnung AMD Am286 verkauft wurden. 1986 erklärte Intel den Vertrag für beendet. Diesen Vertragsbruch (nach Auffassung von AMD) seitens Intel beantwortete AMD mit einer Klage gegen Intel. Der Rechtsstreit zog sich über Jahre hin, währenddessen AMD weiterhin Nachbauten der Intel 80386- und 80486-CPUs auf den Markt brachte. Diese Nachbauten enthielten teilweise Verbesserungen gegenüber den Intel-CPUs, zum Beispiel die Am386DX-40 CPU oder die Am486DX2/4-CPUs mit Write-Back-Cache.
AMD war bei der Markteinführung neuer Prozessoren jedoch langsamer als Intel. In der Folge des Rechtsstreites einigten AMD und Intel sich außergerichtlich, wonach es AMD untersagt wurde, ab der fünften Generation (80586 – Intel Pentium) Kopien von Intels CPUs zu produzieren. AMD stand nun vor der Aufgabe, eine ganz neue, eigene Prozessor-Architektur zu entwickeln.

#### 5x86
Dies dauerte natürlich seine Zeit, und AMD brachte 1995 zunächst den AMD Am5x86-PR75 auf den Markt. Diese – auch unter dem Namen X5 bekannte – CPU lief mit einer Taktfrequenz von 133 MHz, war aber auch nur ein höher getakteter Enhanced Am486DX4. Diese CPU war die einzige 486-CPU mit interner Taktvervierfachung. Die DX4-CPUs hingegen arbeiteten nur mit einer Taktverdreifachung.
Mit dem 5x86 war AMD in Zeiten des Pentium und der Cyrix 6x86 aber nicht konkurrenzfähig, dafür war die 486-Architektur einfach zu veraltet. Die erste eigene x86-CPU, der K5, verzögerte sich, wahrscheinlich auch, weil man wenig Erfahrung beim Design von x86-CPUs hatte.

#### 5. Generation
Anfang 1996 wurde dann die sogenannte SSA/5-CPU unter der Bezeichnung 5k86 auf den Markt gebracht, welche eine Art Vorabversion des angekündigten K5 war. Diese CPU hatte noch Leistungsprobleme bei der Cache-Anbindung und Fehler in der Sprungvorhersage. AMD brachte die CPU trotz dieser Mängel auf den Markt, um wenigstens einen kleinen Marktanteil zu erringen und sich nicht wegen wiederholter Verschiebungen des Einführungstermins zu blamieren.
Mitte 1996 brachte AMD die fehlerbereinigte und fertige Version des K5 auf den Markt. Diese Version war leistungsfähiger als der SSA/5 und konnte, wie ursprünglich angekündigt, auch mit den wesentlich schneller getakteten Pentium-CPUs mithalten. Man hatte allerdings mit Fertigungsproblemen zu kämpfen.
Der K5 war zwar eine technisch fortschrittliche CPU, wegen der Verzögerungen bei der Markteinführung und der massiven Fertigungsprobleme konnte er aber nie zu einer echten Konkurrenz für den Intel Pentium und den Cyrix 6x86 werden.

#### 6. Generation
Am 2. April 1997 stellte AMD mit dem K6 seine sechste Generation von x86-CPUs vor. Der K6 basierte auf dem Nx686 des Anbieters NexGen, die AMD bereits Anfang 1996 übernommen hatte. Der Nx686 wurde für den Sockel 7 umkonstruiert und erhielt zusätzlich noch Intels MMX-Befehlssatz. Der K6 war ein Meilenstein für AMD, da man einige Monate lang erstmals die schnellste x86-CPU auf dem Markt hatte. Allerdings hatte man auch beim K6 wieder mit Fertigungsproblemen und Inkompatibilitäten aufgrund der hohen Hitzeentwicklung zu kämpfen. Mit dem Umstieg auf 0,25 µm konnte man diese Probleme aber einigermaßen in den Griff bekommen.
Der 1998 vorgestellte Nachfolger K6-2 ist im Prinzip die gleiche CPU, aber um 3DNow ergänzt. Außerdem wurde gleichzeitig der Super7 eingeführt, die Erweiterung des Sockel 7 um 100 MHz FSB und AGP. Der K6-2 war sehr erfolgreich, und AMD konnte diese CPU bis auf 550 MHz takten.
Im Januar 1999 wurde dann der K6-III auf den Markt gebracht, ein K6-2 mit 256 KB on-Die-L2-Cache, der dann nochmals einen großen Leistungsschub brachte. Wegen der großen Chipfläche war der K6-III aber sehr teuer in der Fertigung, und AMD konzentrierte sich mehr auf den K6-2, der wesentlich billiger zu fertigen war.
AMD brachte dann später noch den K6-2+ und den K6-III+ auf den Markt. Diese CPUs waren Abwandlungen der originalen K6-III, wurden aber bereits in 0,18 µm gefertigt. Allerdings wurden diese CPUs zumeist in Notebooks oder im Embedded-Computern verwendet und waren nicht für Desktop-PCs gedacht.

#### 7. Generation
Im August 1999 gelang AMD mit dem Athlon (auch bekannt als K7) ein echter Meilenstein. Der Athlon war Intels Pentium III in allen Bereichen überlegen und AMD hatte bis März 2002 den schnellsten x86-Prozessor im Angebot. Erstmals hatte AMD keine größeren Fertigungsprobleme (auch dank den neuen Fabriken in Dresden/Sachsen) und konnte Intel im Megahertz-Rennen immer wieder kontern. So war es auch der Athlon, der zuerst die prestigeträchtige Grenze von einem Gigahertz (GHz) überschritt und lieferbar war.
Den Erfolg des Athlon nahm AMD zum Anlass, allen folgenden CPUs den gleichen Namen mitzugeben: So trat später der Athlon XP mit einem QuantiSpeed-Rating die Nachfolge des Athlon an. Der Athlon XP war bis dato die erfolgreichste CPU für AMD, und er war viele Jahre lang in Varianten auf dem Markt.
Um ein Konkurrenzprodukt zu Intels Low-Cost-CPU Intel Celeron zu besitzen, brachte AMD den Duron auf den Markt. Der Duron basierte auf der gleichen Technik wie der Athlon bzw. der Athlon XP und unterschied sich vor allem durch einen deutlich kleineren L2-Cache (nur 64 KB) und niedrigere Taktfrequenzen. Am Anfang durchaus erfolgreich, kam der Duron später durch die hohen Taktraten der Celeron-CPUs auf Basis des Intel Pentium 4 in Bedrängnis, da ihm ein Quantispeed-Rating – wie beim Athlon XP benutzt – fehlte.
Auf Druck großer Hersteller wie Lenovo und Asus entschied sich AMD, dem Duron kein QuantiSpeed-Rating zu verpassen, sondern eine neue CPU-Familie auf den Markt zu bringen: Den Sempron. Dieser war aber keine Neuheit, sondern basiert wie sein Vorgänger Duron auf der bewährten Technik der Athlon XP-CPUs. Bei den Versionen für den Sockel A ging dies so weit, dass man einfach die alten Athlon-XPs mit Thoroughbred-Core – und damit auch mit 256 KB L2-Cache – umbenannte, den FSB auf einheitlich 166 MHz festlegte und das Quantispeed-Rating höher ansetzte, um den Vergleich zu Intels Celeron einigermaßen hinzubekommen. Der Sempron 3000+ bekam sogar den Barton-Core und damit auch 512 KB L2-Cache.

#### 8. Generation
Mit seiner achten Prozessorgeneration (auch als K8 bezeichnet) vollzog AMD mit AMD64 im Jahre 2003 die Umstellung auf die 64-Bit-Architektur. Im Gegensatz zu Intels IA-64-Architektur (Itanium-Familie) bereitete AMD den Umstieg sanft vor und ermöglicht 64-Bit-Fähigkeit bei voller Kompatibilität und Geschwindigkeit zu 32-Bit-x86-Software. Diesem Vorteil beugte sich auch Intel und brachte entsprechende CPUs mit der AMD64-kompatiblen EM64T-Technik auf den Markt.
Eine Neuerung der achten Generation ist der integrierte Speichercontroller, der die Latenzen beim Speicherzugriff deutlich senkt und so eine höhere Leistung bei gleichem Takt im Vergleich zum K7 bedeutet. Ansonsten ähnelt die K8-Architektur stark der des K7, und es wurden im Großen und Ganzen nur Detailverbesserungen vorgenommen. Integriert wurden auch einige neue Eigenschaften wie Cool’n’Quiet und die Sicherheitsfunktion NX-Bit. Auch hat AMD das P-Rating verändert bzw. teilweise ganz abgeschafft und durch ein Nummer-System ersetzt (Athlon 64 FX und Opteron).
Als erste CPU kam am 22. April 2003 der AMD Opteron auf den Markt. Dessen Einsatzgebiet sind Server und Workstations. Mit dem Opteron gelang AMD zum ersten Mal der Einstieg in dieses sehr profitable Marktsegment, und man konnte sich dort dank einer guten Skalierung behaupten.
Fünf Monate nach dem Opteron, am 23. September 2003, kam der AMD Athlon 64 für den Sockel 754 auf den Markt. Diese Version mit einem Single-Channel-Speichercontroller wurde bereits kurze Zeit später mit dem Athlon 64 für den Sockel 939 ergänzt. Dieser besitzt einen Dual-Channel-Controller und ist sehr erfolgreich. AMD hat sich mit dem Athlon 64 wieder als starker Konkurrent von Intel etablieren können.
Zusätzlich zum Athlon 64 bietet AMD noch den Athlon 64 FX an. Zweck dieses Modells ist es, den schnellsten x86-Prozessor auf dem Markt zu haben. Im Endeffekt ist es nur ein besonders hoch getakteter Athlon 64, allerdings wird er von AMD als Premium-Produkt beworben und ist – nicht zuletzt wegen des frei wählbaren Multiplikators – vor allem für Spieler und Bastler gedacht. AMD lässt sich diese CPU mit einem Preis von ca. 1.000 Euro auch sehr gut bezahlen.
Sempron-CPUs auf Basis der K8-Architektur sind ebenfalls erhältlich. Zwischenzeitlich haben diese die älteren Semprons für den Sockel A ersetzt und sind Nachfolger des Athlon 64 auf dem Sockel 754. Anfangs war das Rechnen mit 64 bit per AMD64 bei den Sempron-CPUs noch deaktiviert, zwischenzeitlich hat AMD dies aber bei dem neuesten E6-Stepping infolge des Marktdruckes der Intel-Celeron-CPUs mit EM64T auch aktiviert.
Sowohl Athlon-64- als auch Sempron-CPUs gibt es als LowVoltage-Versionen für den Einsatz in Notebooks und ähnlichem. Zusätzlich stellte AMD Anfang 2005 die AMD Turion 64 Mobile Technology vor, ein Marketingkonzept, das gegen Intels erfolgreiche Centrino-Plattform gerichtet ist.

#### 9. Generation
Im Frühjahr 2005 brachte AMD seine Dual-Core CPUs in Form des Dual-Core Opterons und des Athlon 64 X2 auf den Markt. Die Doppelkernvariante des AMD Turion 64 kam im Frühjahr 2006 als Turion 64 X2 auf den Markt und kann den Wettbewerbsprodukten Intel Core Duo ebenfalls Marktanteile streitig machen. Eine Dual-Core-Version des AMD Athlon 64 FX erschien im Januar 2006 unter dem Namen FX-60. Sie ist mit 2,6 GHz getaktet und basiert auf dem Kern Toledo. Das Nachfolgemodell mit dem Namen FX-62 (Windsor-Kern) wurde im Mai ausgeliefert und bietet eine Taktung von 2,8 GHz, welche auf einem Sockel AM2 ihren Platz hat.
Anfang Januar 2006 stellte man mit AMD Live! eine neue Plattform für „wohnzimmertaugliche“ PCs als Konkurrenz zu Intels Viiv vor.
AMDs Dual-Core-CPUs waren zunächst leistungsfähiger als Intels Lösungen. Mit Intels Einführung des Core 2 Duo änderte sich dies aber schlagartig, und ein von den Analysten im Vorfeld erwarteter Preiskampf zwischen Intel und AMD setzte ein. Kurz nach Einführung des Core 2 Duo fielen die Preise für AMDs Prozessoren um bis zu 60 Prozent. Viele Preissenkungen seitens Intel und AMD folgten, bis die Preise im Juli 2007 für Desktopprozessoren und August 2007 für Serverprozessoren ihren Tiefstand erreichen und AMD zwar weiterhin konkurrenzfähige Preise, im höheren Preissegment aber keine Prozessoren mehr anbieten kann. Das durch die ATI-Übernahme bereits verschuldete Unternehmen schreibt rote Zahlen und sieht sich genötigt, im April 2007 Wandelanleihen im Wert von 2,2 Milliarden US-Dollar auszugeben, um weiterhin im Geschäft zu bleiben. Im August 2007 nahm AMD einen Kredit in Höhe von 1,5 Milliarden US-Dollar auf.
Mit AMD Quad FX hatte AMD eine Plattform für zwei CPUs im Desktopsegment geschaffen und konnte somit wie Intel ebenfalls vier Prozessorkerne auch ohne einen Vierkern-Prozessor im Sortiment anbieten. Die Plattform war allerdings nicht erfolgreich und wurde bereits Ende 2007 eingestellt.
Anfang 2007 wurde das DTX-Format von AMD vorgestellt. Dazu passend stellte man auch die sparsamen Athlon X2 BE-Prozessoren vor, mit denen man gleichzeitig ein neues Namensschema für die Desktopprozessoren einführte und sich somit endgültig vom P-Rating verabschiedete. Athlon 64 X2 ist somit die letzte CPU, die noch das P-Rating benutzt.
Im Jahr 2008 wurde weiterhin im 65 nm-Fertigungsverfahren eine überarbeitete Dual-Core-Version des Turions vorgestellt, die die K8-Kerne mit einem aus der AMD K10-Architektur bekannten Speichercontroller und Stromsparfeatures verbindet. Intern werden diese Prozessoren bereits unter der „11h“-Generation geführt, obwohl sie leistungsmäßig hinter dem K10 (interne AMD-Bezeichnung auch „10h“-Generation) liegen und auch von der „10h“-Generation im Jahr 2009 abgelöst wurden. Konkurrent Intel konnte in diesem Zeitraum mit einer schnelleren Entwicklung insbesondere auch bei der Fertigungstechnik mit der Umstellung auf den 45 nm-HKMG-Fertigungsprozess einen noch höheren Performanceabstand im mobilen Bereich aufbauen.

#### 10. Generation
Im September 2007 brachte AMD seine Mehrkernprozessoren basierend auf der K10-Architektur in Form der nativen Quad-Cores Opteron und Phenom auf dem Markt, teildeaktivierten Quad-Cores verkaufte man als Drei- und Zweikern-Versionen. Kurz nach Einführung wurde der „TLB-Bug“ bekannt. Prozessoren konnten somit nur mit einer Fehler-Umgehung („workaround“) oder mit Deaktivieren des TLBs, was zu Leistungsverlust führte, sicher betrieben werden. Erst mit der Einführung des nächsten „Steppings“ konnten die Prozessoren wieder konkurrieren. Die in 65 nm-Fertigung hergestellten Prozessoren ließen sich nicht sehr weit hoch takten, ohne die üblichen TDP-Grenzen für CPUs zu sprengen, und auch die IPC (Instructions per Cycle) war niedriger als bei der Konkurrenz, weswegen auch diese Prozessor-Serie AMD nicht aus den roten Zahlen führte.
Erst mit AMD-Phenom-II- und AMD-Athlon-II-Prozessoren, die mit Hilfe der neuen 45 nm-Fertigung auch über 3 GHz getaktet werden konnten, konnte AMD einen gewissen Erfolg im Desktopsegment erreichen. In einige Quartalen konnte man sogar Gewinne erzielen, was abseits anderer Effekte (siehe Grafiksparte, Ausgliederung der Fertigung etc.) auch daran lag, dass der Konkurrent Intel seine Quad-Core-CPUs mit moderner Architektur nicht unter einen gewissen Preispunkt senkte, so dass AMD dort ihre schwächeren Quad-Cores und Tri-Cores positionieren konnte und später die Sechskern-CPUs preislich gegen die Quad-Core-CPUs von Intel positionieren konnte.
Nach dem gewonnenen Prozess gegen Intel im Mai 2009 und Ausbau der Beziehungen mit den OEM-Herstellern erreichte AMD im mobilen Markt mit den neuen Prozessoren aus den Serien Turion II und Athlon II trotz weiterhin vorhandenem Leistungsrückstand zum Konkurrenten einen leichten Aufwärtstrend. Die im Jahr 2010 eingeführten Quad- und Tri-Cores und auch die 25-W-Versionen der Turion-II- und Athlon-II-Serien sorgten im Verlauf für weitere Impulse. Im Servermarkt verlor AMD trotz der neuen Opterons mit bis zu sechs und später sogar bis zu zwölf Kernen aber weiterhin Marktanteile.

#### 1. Generation mit CMT-Technik
Eine ganz neue Architektur, deren wichtigstes Merkmal das „Core Multithreading“ (CMT) sein sollte, verspätete sich so sehr, dass AMD im Jahre 2011 im Desktop- und im Servermarkt Marktanteile verlor. Im Oktober 2011 stellte AMD die neuen AMD-FX-Prozessoren vor, die jedoch in diversen Launchartikeln im Vergleich zur Konkurrenz nicht überzeugen konnten. Wegen des hohen Verbrauchs bei vergleichsweise mittelmäßiger Leistung des Spitzenmodells sowie der schlechten IPC-Rate (IPC = Instructions per Cycle) wurde die neue Architektur von Lesern in diversen Foren bald als „AMDs Pentium 4“ bezeichnet, da der Pentium 4 für seine Ineffizienz und schlechte IPC-Rate bekannt war. Entsprechende Untersuchungen zur Effizienz bescheinigten dem Topmodell eine für das Jahr 2011 schlechte Effizienz. Im November erschienen dann auch Opterons auf der gleichen Architektur. Die neuen Opterons (Codename Interlagos) mit der neuen Architektur konnten sich jedoch mit bekannter Software nicht sonderlich weit vom Vorgänger absetzen. AMDs neue Architektur erfordert weitgehende Anpassung der Software, um das volle Potential zu entfalten.

### APUs

#### 1. Generation
Das Jahr 2011 war für AMD das Jahr der sogenannten APUs, einer Kombination des Prozessors mit dem integrierten Grafikprozessor. Der Grafikteil basierte dabei vollständig auf der Technik des übernommenen Unternehmens ATI. AMD entließ dabei in der ersten Generation APUs auf Basis einer neuen, abgespeckten Architektur namens „Bobcat“ und auf Basis der bestehenden zehnten Prozessorgeneration in Kombination mit aktueller GPU-Technik in den Markt. Insbesondere in China fand das Konzept so viel Anklang, dass bald der Anteil der ausgelieferten Llano-Prozessoren mit über 50 Prozent nach China ging.
Zudem beeinflussten die Fusion-Prozessoren die Marktanteile im mobilen Geschäft positiv für AMD. AMD konnte seine Marktanteile im mobilen Segment von 13,3 Prozent im Jahr 2010 auf 16 Prozent im Jahr 2011 ausbauen, büßte aber so viele Marktanteile im Server- und Desktopsegment ein, dass AMDs Marktanteile an x86-Prozessoren weiterhin bei unter 20 Prozent blieben.
Im Jahr 2012 verzeichnete AMD einen Umsatzrückgang, für den hauptsächlich die sinkende Nachfrage nach Llano-APUs verantwortlich war.

#### 2. Generation
Im Jahr 2012 brachte AMD die nächste APU-Generation auf den Markt. Der Grafikprozessor basierte dabei auf der VLIW4-Architektur, die in der Radeon-HD6900-Serie bereits zum Einsatz kam. Die CPU selbst hatte erstmals die Architektur mit CMT-Technik als Basis, wobei seit der ersten Vorstellung dieser Architektur bereits einige Optimierungen an der Architektur durchgeführt wurden, der L3-Cache wurde jedoch zur Einsparung von Transistoren gestrichen.

#### 3. Generation
Im Jahr 2014 brachte AMD den Nachfolger der 2. Generation auf den Markt. Die sogenannten „Kaveri“-Prozessoren basieren auf der 3. Generation der Bulldozer-Architektur namens Steamroller im CPU-Part und auf der aktuellen GCN-Generation bekannt aus der R9 290X im Grafikpart.

### Grafiklösungen
Nach der Übernahme von ATI Technologies besitzt AMD ein breites Angebot an Grafiklösungen für diverse Märkte.
- Grafikprozessoren: Besonders ausgeprägt ist dabei der PC-Markt. Diese Grafikprozessoren für Computerspiele laufen inzwischen unter dem Markennamen AMD Radeon. Zudem gibt es noch für den professionellen Bereich die AMD FirePro und ATI FireMV.
- Digitales Fernsehen : AMDs Digital Television Business Unit ist ein führender Anbieter von Hard- und Softwarelösungen für Integrated Digital Television (IDTV) (Xilleon, Theater und NXT)

### Chipsätze
AMD sah sich ursprünglich nicht als Hersteller von Chipsätzen, hat aber zu bestimmten Zeitpunkten immer wieder eigene oder lizenzierte Chipsätze angeboten, um Mainboard-Herstellern den Übergang zu einer neuen Generation zu erleichtern und Lücken im Angebot von Chipsatz-Herstellern wie Nvidia, VIA, SiS oder ULi zu überbrücken.
Erst mit der Übernahme der ATI Technologies bekam AMD wieder ein komplettes Angebot an Chipsätzen einschließlich IGPs in die Hand und integrierte diese vollständig in das eigene Produktsortiment.

### Mikrocontroller

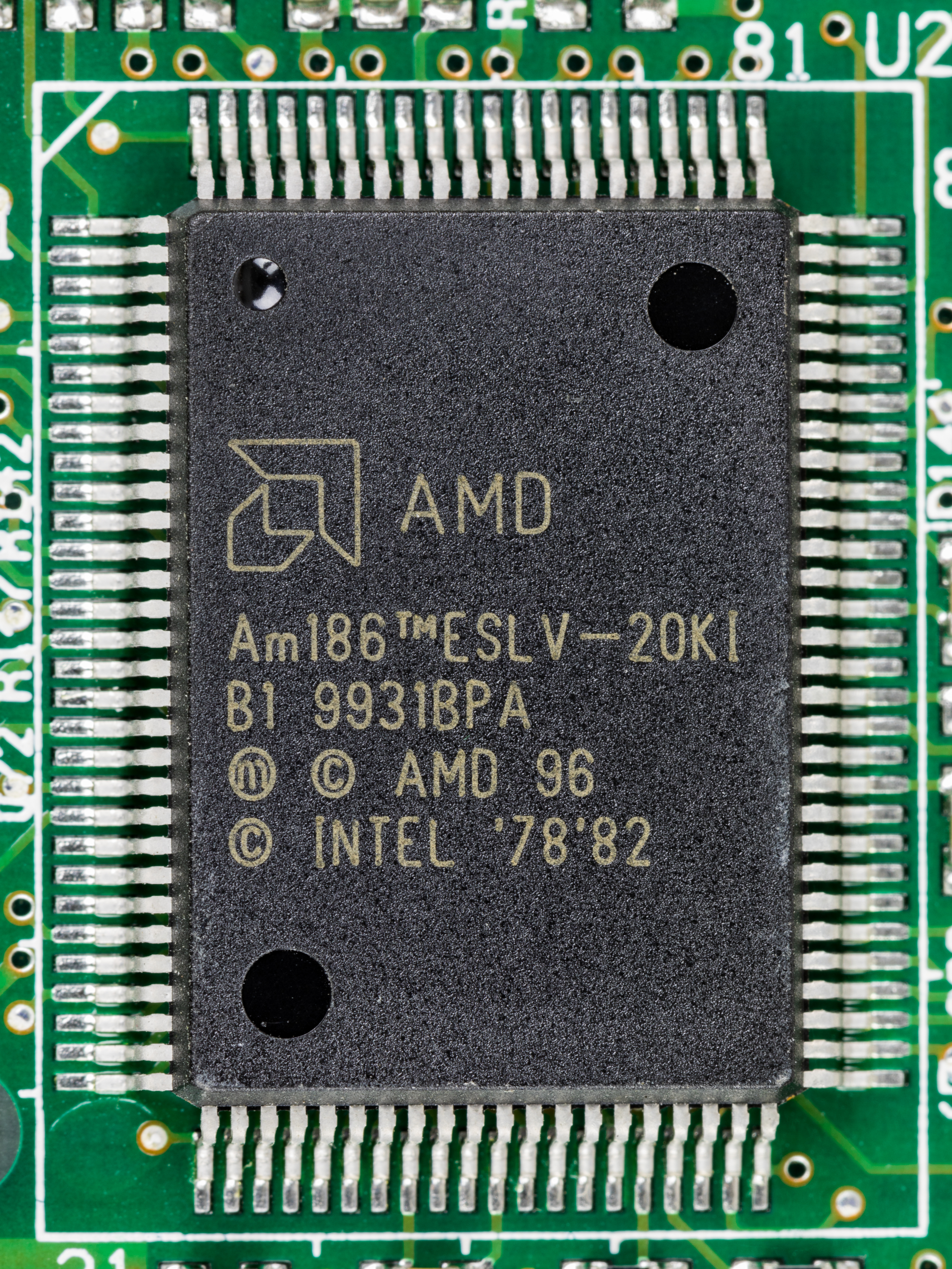
Am186

Auch bei den Mikrocontrollern ist AMD ein wichtiger Anbieter und stellt die 16-bit-Controller AM186 und den 32-bit-Controller Élan her. Sie werden in verschiedenen Versionen für verschiedene Anwendungen produziert, zum Beispiel mit USB- oder HDLC-Controller. Der Élan basiert auf dem Prozessorkern (Core) des Am5x86.

### Netzwerkchips
Seit 1984 stellt AMD auch Ethernet-ICs für eine Vielzahl unterschiedlicher Geräte her. So war AMD Mitte der 1980er-Jahre der erste Hersteller von kompletten Ethernet-Chipsätzen und Anfang der Neunziger auch erster Singlechip-Anbieter.

### Ausgegliederte Produkte/Sparten

#### PLD/CPLD
1987 hatte AMD die MMI (Monolithic Memories Inc.) übernommen. MMI ist der Erfinder der Programmable Array Logic (PAL). Seitdem produzierte AMD PLD und CPLD. Besonders hervorzuheben sind die MACH-Bausteine. Das Geschäft mit programmierbarer Logik wurde 1997 in die Tochtergesellschaft Vantis ausgelagert, bevor AMD 1999 alle Anteile an diesem Unternehmen an Lattice verkaufte.

#### Flash-Speicher
AMD galt einst als einer der größten Flash-Speicher-Produzenten der Welt. Bereits im Jahr 1993 wurde mit dem japanischen Elektronikkonzern Fujitsu das Joint Venture Fujitsu AMD Semiconductor Limited (kurz FASL) gegründet. Das gemeinsame Unternehmen war sehr erfolgreich, und im Jahr 2003 weitete man die Kooperation aus und benannte das Unternehmen in FASL LLC um und etablierte den Markennamen Spansion. Wegen des Erfolgs der neuen Marke wurde die FASL LLC im Jahre 2004 in Spansion Inc. umbenannt.
Die Gesellschaft stand unter der unternehmerischen und technischen Führung von AMD und steuerte manchmal mehr als die Hälfte des gesamten AMD-Umsatzes bei. Spansion zählt in der sehr wechselvollen Flash-Speicher-Branche zu wichtigsten fünf Unternehmen und war in manchen Quartalen sogar Weltmarktführer. Im Zuge einer Krise in der Flashspeicher-Branche entschloss sich AMD Ende 2005, Spansion als eigenständige Aktiengesellschaft auszugliedern.

#### System-on-Chip (SoCs)
Im Juli 2006 wurde die erst im Jahr 2003 von National Semiconductor übernommene Entwicklungsabteilung für die Geode-SoCs geschlossen. AMD hat aber die Technik bereits am 24. Oktober 2005 an das chinesische Ministerium für Wissenschaft und Technik (Chinese Ministry of Science and Technology – MOST) und an die Universität Peking lizenziert.

#### MIPS-Prozessoren
Die 2002 übernommene Alchemy-Prozessorsparte wurde am 13. Juni 2006 an die Raza Microelectronics (kurz RMI) übergeben. RMI wird zukünftig die Entwicklung dieser Mikroprozessoren vorantreiben.